# 6 juin 1986
Le vendredi 6 juin 1986 est le 157e jour de l'année 1986.

## Naissances
- Ali Rabo, joueur de football burkinabé
- Anastasia Orlova, joueuse de volley-ball russe
- Arbër Abilaliaj, joueur de football albanais
- Bhavana, actrice indienne
- Collin Balester, joueur de baseball américain
- Gin Wigmore, chanteuse néo-zélandaise
- Jokke Sommer, professionnel de parachutisme, de BASE jump et de vol en wingsuit norvégien
- Josh Sitton, joueur de football américain
- Joyce Zakary, athlète kenyane
- Junichi Tazawa, joueur de baseball japonais
- Kim Hyun-joong, musicien et acteur sud-coréen
- Leandro Barrios Rita dos Martires, joueur de football brésilien
- Márton Gulyás, artiste et militant politique hongrois
- Maycon, joueur de football brésilien
- Mehdi Khalsi, boxeur marocain
- Pieter Jacobs, coureur cycliste belge
- Stefanie Köhle, skieuse autrichienne
- Tyson Jackson, joueur de football américain
- Vagner da Silva, joueur de football brésilien
- Valerio Virga, footballeur italien
- Vladimir Volkov, footballeur serbe

## Événements
- Fin du feuilleton télé La Vengeance aux deux visages
- Création du ministère fédéral de l'Environnement en Allemagne
- Sortie du film  Mon petit poney, le film